# Elissavet Chantzi
Elissavet Chantzi (griechisch Ελισάβετ Χαντζή Elisávet Chantzí, auch: Elisabet Chantzi; * 12. April 1977, Griechenland) ist eine ehemalige griechische Radrennfahrerin, die im Straßenradsport  und Bahnradsport aktiv war.

## Sportliche Laufbahn
Zwischen 2006 und 2012 wurde Chantzi mehrfach griechische Meisterin. Sie wurde allein sieben Mal nationale Meisterin im Einzelzeitfahren und vier Mal Straßenmeisterin. Bei den UCI-Straßen-Weltmeisterschaften 2007 startete sie im Einzelzeitfahren und belegte Platz 45 und den UCI-Bahn-Weltmeisterschaften 2010 teil.

## Erfolge

### Straße
2006
- Griechische Meisterin – Einzelzeitfahren

2007
- Griechische Meisterin – Einzelzeitfahren

2008
- Griechische Meisterin – Einzelzeitfahren

2009
- Griechische Meisterin – Einzelzeitfahren, Straßenrennen

2010
- Griechische Meisterin – Einzelzeitfahren, Straßenrennen

2011
- Griechische Meisterin – Einzelzeitfahren, Straßenrennen

2012
- Griechische Meisterin – Einzelzeitfahren, Straßenrennen

### Bahn
2006
- Griechische Meisterin – Einerverfolgung

2008
- Griechische Meisterin – Einerverfolgung, Punktefahren

2009
- Griechische Meisterin – Einerverfolgung

2010
- Griechische Meisterin – Einerverfolgung, Scratch

2011
- Griechische Meisterin – Punktefahren